# Памятник Мовлиду Висаитову
Памятник Мовлиду Висаитову установлен в Грозном на главном входе в Мемориальный комплекс Славы.

## Описание
Конкурс на создание памятника был объявлен в 2005 году. Памятник представляет собой бронзовую конную статую, установленную на облицованном красным гранитом постаменте. Всадник, одетый в черкеску, держит в поднятой над головой руке шашку. Памятник является частью Мемориального комплекса Славы. Открытие Мемориала состоялось 8 мая 2010 года.
Гвардии подполковник Мовлид Висаитов — участник Великой Отечественной войны, командир сначала 255-го отдельного Чечено-Ингушского кавалерийского полка, затем 28-го гвардейского кавалерийского полка (6-я гвардейская кавалерийская дивизия, 3-й гвардейский кавалерийский корпус, 2-й Белорусский фронт), Герой Советского Союза (1990 год).
2 мая 1945 года полк, которым командовал Висаитов, вышел на реку Эльба и севернее города Виттенберг в числе первых встретился с англо-американскими войсками. Мавлид Висаитов был первым советским офицером, который пожал руку генералу Александру Боллингу, командовавшему передовыми американскими частям. Президентом США Гарри Трумэном Висаитов был представлен к ордену «Легион почёта».